# Тиня (музикален инструмент)
Тиня e музикален перкусионен инструмент от групата на мембранофонните инструменти. Представлява барабан с две страни, изработени от козя кожа. Размерите му варират от 10 до 15 см във височина и от 30 до 50 см в диаметър.
Инструментът е получил широко разпространение в Андите, където се използва в церемонии, свързани със селското стопанство и цикъла на природата: сеитбата, вършитбата, раждането на добитъка. На тиня свирят основно жените, като удрят по инструмента с палки.